# Independent Community and Health Concern
Die Independent Community and Health Concern, vorher Independent Kidderminster Hospital and Health Concern (auch unter der Kurzform Health Concern bekannt oder abgekürzt ICHC) war eine britische Partei, die in Kidderminster in der Grafschaft Worcestershire gegründet wurde.
Die Partei entstand im Zuge einer politischen Kampagne, die sich gegen die Schließung der Notfallabteilung des Krankenhauses von Kidderminster wehrte. Bei den Unterhauswahlen 2001 gewann der Parteivorsitzende Richard Taylor völlig unerwartet den Sitz des Wahlkreises Wyre Forest. Er war zwischen 2001 und 2005 der einzige Unabhängige im Unterhaus. Bei den Unterhauswahlen 2005 konnte er trotz Stimmenverlusten seinen Wahlkreis knapp verteidigen. Taylor profitierte davon, dass die Liberal Democrats keinen eigenen Kandidaten aufstellten, sondern seine Wahl empfahlen.
Die Hauptanliegen sind zwar immer noch der National Health Service und das britische Gesundheitssystem im Allgemeinen, doch befasst sich die Partei mittlerweile auch mit anderen Themen. Bei den Lokalwahlen 2000 gewann sie 16 Sitze im Bezirksrat von Wyre Forest und wurde damit stärkste Partei. 2004 verlor sie allerdings die Hälfte der Sitze an die Conservative Party. Bei den Wahlen zum County Council von Worcestershire konnte sie 2001 sechs der 57 Sitze gewinnen. Bei den Wahlen 2005, die gleichzeitig mit den Unterhauswahlen stattfanden, verlor Health Concern jedoch fünf dieser Sitze wieder, so dass nur noch Taylor selbst im County Council sitzt.
Bei den Unterhauswahlen 2010 war die Partei nicht erfolgreich und unterlag dem konservativen Kandidaten mit einem Rückstand von 2.643 Stimmen.

## Wahlergebnisse
| Jahr | Wahl               | Stimmen | Stimmenanteil | Sitze |
| ---- | ------------------ | ------- | ------------- | ----- |
| 2001 | Unterhauswahl 2001 | 28.487  | 0,1 %         | 1/659 |
| 2005 | Unterhauswahl 2005 | 18.739  | 0,1 %         | 1/646 |
| 2010 | Unterhauswahl 2010 | 16.150  | 0,1 %         | 0/650 |